# Nicágoras (consular)
Nicágoras (em latim: Nicagoras) foi um oficial romano do final do século IV, ativo durante o reinado do imperador Teodósio (r. 378–395). Um homem claríssimo, serviu como consular da Sicília em 390/394, quando é citado numa carta de Quinto Aurélio Símaco (II.41) destinada ao prefeito pretoriano Vírio Nicômaco Flaviano.